# Chengs woestijnmuis
De Chengs woestijnmuis (Meriones chengi)  is een zoogdier uit de familie van de Muridae. De wetenschappelijke naam van de soort werd voor het eerst geldig gepubliceerd door Wang in 1964.